# تشانغ نينغ، هونان
تشانغ نينغ، هونان (بالصينية: 常宁市 )‏ هي مدينة على مستوى مقاطعة، في جمهورية الصين الشعبية، تتبع هنغيانغ، تبلغ مساحتها 2,046.6 كيلومتر مربع، رمزها البريدي هو 421500.

## المناخ
يظهر الجدول التالي التغييرات المناخية على مدار السنة لتشانغ نينغ، هونان:
| البيانات المناخية لـتشانغ نينغ، هونان            | البيانات المناخية لـتشانغ نينغ، هونان | البيانات المناخية لـتشانغ نينغ، هونان | البيانات المناخية لـتشانغ نينغ، هونان | البيانات المناخية لـتشانغ نينغ، هونان | البيانات المناخية لـتشانغ نينغ، هونان | البيانات المناخية لـتشانغ نينغ، هونان | البيانات المناخية لـتشانغ نينغ، هونان | البيانات المناخية لـتشانغ نينغ، هونان | البيانات المناخية لـتشانغ نينغ، هونان | البيانات المناخية لـتشانغ نينغ، هونان | البيانات المناخية لـتشانغ نينغ، هونان | البيانات المناخية لـتشانغ نينغ، هونان | البيانات المناخية لـتشانغ نينغ، هونان |
| الشهر                                            | يناير                                 | فبراير                                | مارس                                  | أبريل                                 | مايو                                  | يونيو                                 | يوليو                                 | أغسطس                                 | سبتمبر                                | أكتوبر                                | نوفمبر                                | ديسمبر                                | المعدل السنوي                         |
| ------------------------------------------------ | ------------------------------------- | ------------------------------------- | ------------------------------------- | ------------------------------------- | ------------------------------------- | ------------------------------------- | ------------------------------------- | ------------------------------------- | ------------------------------------- | ------------------------------------- | ------------------------------------- | ------------------------------------- | ------------------------------------- |
| الدرجة القصوى °م (°ف)                            | 27.4 (81.3)                           | 33.3 (91.9)                           | 36.9 (98.4)                           | 36.7 (98.1)                           | 37.0 (98.6)                           | 38.1 (100.6)                          | 40.3 (104.5)                          | 40.8 (105.4)                          | 38.2 (100.8)                          | 37.7 (99.9)                           | 34.6 (94.3)                           | 25.8 (78.4)                           | 40.8 (105.4)                          |
| متوسط درجة الحرارة الكبرى °م (°ف)                | 9.2 (48.6)                            | 11.4 (52.5)                           | 15.8 (60.4)                           | 22.6 (72.7)                           | 27.5 (81.5)                           | 30.8 (87.4)                           | 34.4 (93.9)                           | 33.4 (92.1)                           | 29.0 (84.2)                           | 23.9 (75.0)                           | 18.4 (65.1)                           | 12.5 (54.5)                           | 22.4 (72.3)                           |
| المتوسط اليومي °م (°ف)                           | 6.0 (42.8)                            | 8.0 (46.4)                            | 11.9 (53.4)                           | 18.2 (64.8)                           | 23.0 (73.4)                           | 26.5 (79.7)                           | 29.6 (85.3)                           | 28.5 (83.3)                           | 24.5 (76.1)                           | 19.3 (66.7)                           | 13.9 (57.0)                           | 8.3 (46.9)                            | 18.1 (64.6)                           |
| متوسط درجة الحرارة الصغرى °م (°ف)                | 3.6 (38.5)                            | 5.6 (42.1)                            | 9.1 (48.4)                            | 14.9 (58.8)                           | 19.6 (67.3)                           | 23.2 (73.8)                           | 25.9 (78.6)                           | 25.0 (77.0)                           | 21.3 (70.3)                           | 16.0 (60.8)                           | 10.5 (50.9)                           | 5.2 (41.4)                            | 15.0 (59.0)                           |
| أدنى درجة حرارة °م (°ف)                          | −4.1 (24.6)                           | −7.4 (18.7)                           | −0.5 (31.1)                           | 2.7 (36.9)                            | 9.1 (48.4)                            | 13.7 (56.7)                           | 18.4 (65.1)                           | 18.3 (64.9)                           | 12.8 (55.0)                           | 4.3 (39.7)                            | −1 (30)                               | −6.3 (20.7)                           | −7.4 (18.7)                           |
| الهطول مم (إنش)                                  | 83.7 (3.30)                           | 115.8 (4.56)                          | 145.2 (5.72)                          | 165.1 (6.50)                          | 191.9 (7.56)                          | 178.4 (7.02)                          | 112.6 (4.43)                          | 123.4 (4.86)                          | 75.3 (2.96)                           | 76.7 (3.02)                           | 74.6 (2.94)                           | 50.7 (2.00)                           | 1٬393٫4 (54.87)                       |
| متوسط الرطوبة النسبية (%)                        | 82                                    | 84                                    | 83                                    | 81                                    | 79                                    | 79                                    | 71                                    | 76                                    | 78                                    | 77                                    | 76                                    | 77                                    | 79                                    |
| المصدر: China Meteorological Data Service Center |                                       |                                       |                                       |                                       |                                       |                                       |                                       |                                       |                                       |                                       |                                       |                                       |                                       |

## التقسيمات الإدارية
- Qutan Township  [لغات أخرى]‏
- Pengtang Township  [لغات أخرى]‏
- Miquan Township  [لغات أخرى]‏.